# کامیلا پاور
کاملیا پاور (به انگلیسی: Camilla Power) (زادهٔ ۱۳ نوامبر ۱۹۷۶) هنرپیشهٔ اهل ایرلند است.

## تبار و پیشینه
پاور در کورک ایرلند به دنیا آمد اما در ویمبلدون و پوتنی بزرگ شد. او که تبار ایرلندی دارد در مدرسهٔ تئاتر جوان سیلویا در مریلبون تحصیل کرد و اکنون در باتسره زندگی می‌کند.
تایرون پاور بازیگر ایرلندی پسر عموی پاور است. پدربزرگش سر جان پاور بود که پیش از جنگ جهانی دوم نمایندهٔ ویمبلدون در پارلمان بریتانیا بود.

## بازیگری
او در سن بسیار پایین بازیگری را شروع کرد. در ۸ سالگی در یک تبلیغ ناگت‌های مرغ بازی کرد و در ۱۴ سالگی در سریال «صندلی نقره‌ای» در بی‌بی‌سی در نقش جیل پول ظاهر شد.
پاور از سال ۱۹۹۳–۱۹۹۵ یکی از بازیگران اِمِردیل بود و نقش جسیکا مک آلیستر را بازی می‌کرد. او در نسخهٔ انگلیسی آلیس یکی از صداپیشگان بوده‌است.
پاور بیشتر به خاطر نقش‌آفرینی در معلم انگلیسی، لورنا دیکی [همچنین کلارکسون] در سریال درام بی‌بی‌سی واترلو جاده شناخته شده‌است. او بازی در این نقش را از سال ۲۰۰۶ آغاز کرد و در سرتاسر سری ۱ و ۲ حضور داشت، تا اینکه شخصیت او در اواخر سری ۲ خودکشی کرد.
در سال ۲۰۰۸، او در اپیزودی از تورچ وود با نام «از بیرون باران» در نقش یک ستارهٔ سیرک به‌نام مروارید بازی کرد. مروارید همچنین به عنوان یک «پری دریایی زنده» شناخته می‌شد، که از یک سینمای قدیمی فرار کرده بود تا از دشمنانش انتقام بگیرد.

## زندگی شخصی
او با شریک زندگی خود هنری، که یک سرباز در حال جنگ در عراق است، زندگی می‌کند و یک فرزند به نام جوزف از رابطهٔ قبلی‌اش دارد.